# 格里姆火山口
格里姆火山口是冰岛南部瓦特納冰川國家公園的一座活火山，具有（部分冰下）裂縫系統。火山本身完全位於冰下，位於瓦特納冰原冰蓋的西北側下方。 冰下破火山口位於64°25′N 17°20′W / 64.417°N 17.333°W，海拔1,725米（5,659英尺）。 火山口下方是岩漿庫。
同名火山口湖——格里姆湖是一个冰下湖，被厚达200米的冰架所覆盖。
格里姆火山是冰岛最活跃的火山之一，最近一次喷发发生在2011年5月21日。

## 1998年和2004年的噴發
格里姆火山從1998年12月28日起開始為期一週時間的噴發，但未造成冰湖溃洪。2004年11月發生了一週的噴發，火山灰擴散至歐洲大陸，往返冰島的航班受到短期影響，不過2004年的噴發也沒引發冰川湖突發洪水。

## 2011年的噴發
2011年5月21日19:25（UTC時間）格里姆火山開始噴發，喷发柱達到了12公里高並且伴隨數次地震。火山灰雲升至20公里高，規模是2004年噴發的10倍，是格里姆火山100年來規模最大的一次噴發。
5月22日噴發柱降至10公里高，時而上升至15公里。
5月23日火山噴發平均每秒釋放出2000噸的火山灰，在噴發的48小時內釋放的火山灰總量高達1億2000萬噸。此次噴發強度至少達到火山爆發指數4級。在最初的48小時釋放的火山灰量超出了艾雅法拉火山在2010年噴發時釋放的火山灰總量。
格里姆火山噴發影響了冰島、格陵蘭、蘇格蘭、挪威的航空運輸，丹麥的小部分地區也受到影響。5月24日起火山灰擴散進一步影響北愛爾蘭和英格蘭北部機場。
火山爆發於 2011 年 5 月 25 日 02:40 UTC 停止，儘管噴發口發生了一些爆炸活動，僅影響了火山口周圍的區域。

## 2020年繼續爆發的威脅
2020 年 6 月，冰島氣象局 (IMO) 發出警告，表示未來幾週或幾個月內可能會發生火山爆發，此前科學家報告稱二氧化硫含量很高，這表明存在淺層岩漿。 冰島氣象局警告說，冰融化導致的冰川洪水可能引發火山爆發。 沒有發生噴發。
2021 年 9 月，據報道瓦特納冰川冰蓋下的水流出量增加。 水中溶解的硫化氫含量升高，顯示冰下火山活動增加。 冰湖溃洪（Jökulhlaup）可能發生在火山爆發之前或之後。